# Міра Хаара
В математиці міра Хаара — міра на локально компактних топологічних групах, що узагальнює міру Лебега в евклідових просторах. Названа на честь угорського математика Альфреда Хаара.

## Визначення
Нехай G локально-компактна топологічна група. Якщо a елемент групи G і S — підмножина G, тоді можна визначити ліві і праві перенесення:
- Ліве перенесення:

{\displaystyle aS=\{a\cdot s:s\in S\}.}
- Праве перенесення:

{\displaystyle Sa=\{s\cdot a:s\in S\}.}
Ліві і праві перенесення множин Бореля є множинами Бореля. 
Міра μ на борелівських підмножинах G називається інваріантною щодо лівих перенесень якщо і тільки якщо
для всіх борелівських підмножин S групи G і всіх {\displaystyle a\in G} виконується:
{\displaystyle \mu (aS)=\mu (S).\quad }
Подібним чином визначається інваріантність щодо правих перенесень.
Борелівська міра {\displaystyle \mu (E)} називається регулярною, якщо виконуються умови:
- μ(K) є скінченною для довільної компактної множини K.
- Довільна борелівська множина E задовольняє умову зовнішньої регулярності:

{\displaystyle \mu (E)=\inf\{\mu (U):E\subseteq U,\}} де U — відкрита множина.
- Довільна відкрита множина E задовольняє умову зовнішньої регулярності:

{\displaystyle \mu (E)=\sup\{\mu (K):K\subseteq E,\}} де K — компактна множина.
Для довільної локально-компактної топологічної групи існує єдина з точністю до множення на константу регулярна борелівська міра, що є інваріантною щодо лівих перенесень, і ненульовою . Дана множина називається лівою мірою Хаара.
Також існує єдина з точністю до множення на константу регулярна борелівська міра, що є інваріантною щодо правих перенесень, ненульовою. Дана множина називається правою мірою Хаара.

## Зв'язок між правими і лівими борелівськими мірами
Нехай G локально-компактна топологічна група і {\displaystyle \mu ,\nu } — ліва і права міри Хаара на ній.  
Якщо {\displaystyle S\subset G} — борелівська множина, і {\displaystyle S^{-1}} — множина обернених елементів до елементів S то 
{\displaystyle \mu _{-1}(S)=\mu (S^{-1})\quad } де {\displaystyle \mu } — ліва міра Хаара, є правою мірою Хаара. Дійсно:
{\displaystyle \mu _{-1}(Sa)=\mu ((Sa)^{-1})=\mu (a^{-1}S^{-1})=\mu (S^{-1})=\mu _{-1}(S).\quad }
Оскільки права міра Хаара є єдиною з точністю до множення на константу, то виконується:
{\displaystyle \mu (S^{-1})=k\nu (S)\,}
для всіх борелівських множин S, де k — деяке додатне дійсне число.

## Інтеграл Хаара
За допомогою міри Хаара можна визначити інтеграл, для всіх вимірних функцій f з аргументами з G. Цей інтеграл називається інтегралом Хаара. Якщо μ — ліва міра Хаара, тоді:
{\displaystyle \int _{G}f(sx)\ d\mu (x)=\int _{G}f(x)\ d\mu (x)}